# Campeonato Mundial de Ginástica Acrobática de 2014
O 24º Campeonato Mundial de Ginástica Acrobática foi organizado pela Federação Internacional de Ginástica nos dias 10 a 12 de julho de 2014, em Levallois-Perret, na França. Foram disputados 5 eventos nas categorias feminino, masculino e misto.

## Quadro de medalhas
O quadro de medalhas foi publicado.
| Ordem | País           | Medalha de ouro | Medalha de prata | Medalha de bronze | Total |
| ----- | -------------- | --------------- | ---------------- | ----------------- | ----- |
| 1     | Rússia         | 2               | 2                | 1                 | 5     |
| 2     | Grã-Bretanha   | 1               | 2                | 1                 | 4     |
| 3     | Bélgica        | 1               | 0                | 1                 | 2     |
| 4     | China          | 1               | 0                | 0                 | 1     |
| 5     | Bielorrússia   | 0               | 1                | 0                 | 1     |
| 6     | França         | 0               | 0                | 1                 | 1     |
| 6     | Estados Unidos | 0               | 0                | 1                 | 1     |
| Total | Total          | 5               | 5                | 5                 | 15    |

## Medalhistas
| Evento                    | Ouro                                                                | Ouro   | Prata                                                                    | Prata  | Bronze                                                                               | Bronze |
| ------------------------- | ------------------------------------------------------------------- | ------ | ------------------------------------------------------------------------ | ------ | ------------------------------------------------------------------------------------ | ------ |
| Dupla masculina detalhes  | Konstantin Pilipchuk · Aleksei Dudchenko · Rússia                   | 28.285 | Ilya Rybinski · Yauheni Novikau · Bielorrússia                           | 28.210 | Kieran Whittle · Farai Bright-Garamukanwa · Grã-Bretanha                             | 27.025 |
| Equipe masculina detalhes | Zhou Yi · Wang Lei · Tang Jian · Wu Yeqiuyin · China                | 29.620 | Connor Bartlett · Gareth Wood · Daniel Cook · George Wood · Grã-Bretanha | 29.480 | Valentin Chetverkin · Maksim Chulkov · Aleksandr Kurasov · Dmitry Bryzgalov · Rússia | 29.350 |
| Dupla feminina detalhes   | Nikki Snel · Eline de Smedt · Bélgica                               | 28.585 | Valentina Kim · Elizaveta Dubrovina · Rússia                             | 26.980 | Claire Philouze · Léa Roussel · França                                               | 26.575 |
| Equipe feminina detalhes  | Elise Matthews · Georgia Lancaster · Millie Spalding · Grã-Bretanha | 28.310 | Valeriia Belkina · Victoria Ilicheva · Alena Kholod · Rússia             | 28.150 | Julie van Gelder · Ineke van Schoor · Kaat Dumarey · Bélgica                         | 27.940 |
| Dupla mista detalhes      | Revaz Gurgenidze · Marina Chernova · Rússia                         | 29.610 | Dominic Smith · Alice Upcott · Grã-Bretanha                              | 29.520 | Ryan Ward · Kiley Boynton · Estados Unidos                                           | 29.360 |

## Resultados

### Dupla masculina
Os resultados finais foram os seguintes.
| Posição           | Equipe                                                   | Dificuldade | Arte  | Execução | Pen.  | Total  |
| ----------------- | -------------------------------------------------------- | ----------- | ----- | -------- | ----- | ------ |
| Medalha de ouro   | Rússia · Konstantin Pilipchuk · Aleksei Dudchenko        | 10.760      | 8.825 | 8.700    | 0.000 | 28.285 |
| Medalha de prata  | Bielorrússia · Ilya Rybinski · Yauheni Novikau           | 10.710      | 8.800 | 8.700    | 0.000 | 28.210 |
| Medalha de bronze | Grã-Bretanha · Kieran Whittle · Farai Bright-Garamukanwa | 10.050      | 8.400 | 8.575    | 0.000 | 27.025 |
| 4                 | Bélgica · Vincent Casse · Arne Van Gelder                | 10.120      | 8.525 | 8.300    | 0.000 | 26.945 |
| 5                 | China · Zhang Shaolong · Li Ziyang                       | 10.880      | 7.750 | 8.050    | 0.000 | 26.680 |
| 6                 | Ucrânia · Andrii Kobchyk · Vladyslav Bobryshev           | 10.140      | 8.100 | 7.900    | 0.300 | 25.840 |

### Equipe masculina
Os resultados finais foram os seguintes.
| Posição           | Equipe                                                                               | Dificuldade | Arte  | Execução | Pen.  | Total  |
| ----------------- | ------------------------------------------------------------------------------------ | ----------- | ----- | -------- | ----- | ------ |
| Medalha de ouro   | China · Zhou Yi · Wang Lei · Tang Jian · Wu Yeqiuyin                                 | 12.070      | 8.650 | 8.900    | 0.000 | 29.620 |
| Medalha de prata  | Grã-Bretanha · Connor Bartlett · Gareth Wood · Daniel Cook · George Wood             | 11.480      | 8.950 | 9.050    | 0.000 | 29.480 |
| Medalha de bronze | Rússia · Valentin Chetverkin · Maksim Chulkov · Aleksandr Kurasov · Dmitry Bryzgalov | 12.050      | 8.600 | 8.700    | 0.000 | 29.350 |
| 4                 | Bulgária · Dennis Andreev · Borislav Borisov · Vladislav Borisov · Hristo Dimitrov   | 10.010      | 8.400 | 8.575    | 0.000 | 26.985 |
| 5                 | Ucrânia · Andrii Kozynko · Oleksandr Nelep · Oleksii Lesyk · Viktor Iaremchuk        | 10.270      | 8.150 | 8.125    | 0.000 | 26.545 |
| 6                 | Polónia · Tomasz Antonowicz · Jakub Kosowicz · Wojciech Krysiak · Radoslaw Trojan    | 9.430       | 7.950 | 8.150    | 0.000 | 25.530 |

### Dupla feminina
Os resultados finais foram os seguintes.
| Posição           | Equipe                                                       | Dificuldade | Arte  | Execução | Pen.  | Total  |
| ----------------- | ------------------------------------------------------------ | ----------- | ----- | -------- | ----- | ------ |
| Medalha de ouro   | Bélgica · Nikki Snel · Eline de Smedt                        | 10.650      | 9.050 | 8.825    | 0.000 | 28.525 |
| Medalha de prata  | Rússia · Valentina Kim · Elizaveta Dubrovina                 | 10.280      | 8.200 | 8.500    | 0.000 | 26.980 |
| Medalha de bronze | França · Claire Philouze · Léa Roussel                       | 10.200      | 8.100 | 8.275    | 0.000 | 26.575 |
| 4                 | Bielorrússia · Marharyta Bartashevich · Viktoriya Mikhnovich | 10.040      | 8.225 | 8.450    | 0.300 | 26.415 |
| 5                 | Coreia do Norte · Jong Kum Hwa · Kim Hye Song                | 10.750      | 7.850 | 7.600    | 0.600 | 25.600 |
| 6                 | Ucrânia · Anastasiia Veresova · Ella Bohdanova               | 10.030      | 7.875 | 7.550    | 0.000 | 25.455 |

### Equipe feminina
Os resultados finais foram os seguintes.
| Posição           | Equipe                                                                 | Dificuldade | Arte  | Execução | Pen.  | Total  |
| ----------------- | ---------------------------------------------------------------------- | ----------- | ----- | -------- | ----- | ------ |
| Medalha de ouro   | Grã-Bretanha · Elise Matthews · Georgia Lancaster · Millie Spalding    | 10.510      | 8.800 | 9.000    | 0.000 | 28.310 |
| Medalha de prata  | Rússia · Valeriia Belkina · Victoria Ilicheva · Alena Kholod           | 10.850      | 8.650 | 8.650    | 0.000 | 28.150 |
| Medalha de bronze | Bélgica · Julie van Gelder · Ineke van Schoor · Kaat Dumarey           | 10.540      | 8.900 | 8.500    | 0.000 | 27.940 |
| 4                 | Coreia do Norte · Ri Jin Hwa · Ri Hyang · Kim Un Sol                   | 10.960      | 8.250 | 8.500    | 0.000 | 27.710 |
| 5                 | Bielorrússia · Yuliya Ramanenka · Julia Kovalenko · Angelina Sandovich | 10.490      | 8.450 | 8.550    | 0.000 | 27.490 |
| 6                 | Austrália · Elizabeth Jacobs · Amy Lang · Elodie Rousseau Forwood      | 10.400      | 8.625 | 8.550    | 0.300 | 27.275 |
| 7                 | França · Madeleine Bayon · Alizée Costes · Noémie Nadaud               | 10.440      | 8.300 | 8.450    | 0.000 | 27.190 |
| 8                 | Portugal · Bárbara da Silva Sequeira · Iris Mendes · Jéssica Correia   | 10.670      | 8.250 | 8.050    | 0.600 | 26.370 |

### Dupla mista
Os resultados finais foram os seguintes.
| Posição           | Equipe                                          | Dificuldade | Arte  | Execução | Pen.  | Total  |
| ----------------- | ----------------------------------------------- | ----------- | ----- | -------- | ----- | ------ |
| Medalha de ouro   | Rússia · Revaz Gurgenidze · Marina Chernova     | 11.960      | 8.800 | 8.850    | 0.000 | 29.610 |
| Medalha de prata  | Grã-Bretanha · Dominic Smith · Alice Upcott     | 11.870      | 8.650 | 9.000    | 0.000 | 29.520 |
| Medalha de bronze | Estados Unidos · Ryan Ward · Kiley Boynton      | 12.360      | 8.200 | 8.800    | 0.000 | 29.360 |
| 4                 | Bélgica · Solano Cassamajor · Yana Vastavel     | 11.390      | 8.925 | 9.000    | 0.000 | 29.315 |
| 5                 | China · Shen Yunyun · Wu Wenhui                 | 11.300      | 8.050 | 8.500    | 0.000 | 27.850 |
| 6                 | Ucrânia · Oleksandr Shpyn · Yelyzaveta Vasylyga | 11.490      | 8.150 | 8.125    | 0.000 | 27.765 |
| 7                 | França · Alexis Martin · Camille Curti          | 10.800      | 8.250 | 8.300    | 0.000 | 27.350 |
| 8                 | Bielorrússia · Viktar Lebedzeu · Iryna Kuksa    | 10.520      | 8.200 | 8.525    | 0.300 | 26.945 |